# René Thomas-Mamert
Jean René Thomas-Mamert (* 3. September 1866 in Saint-Étienne; † 29. Dezember 1902 in Angers) war ein französischer Physiker, Chemiker und Hochschullehrer.

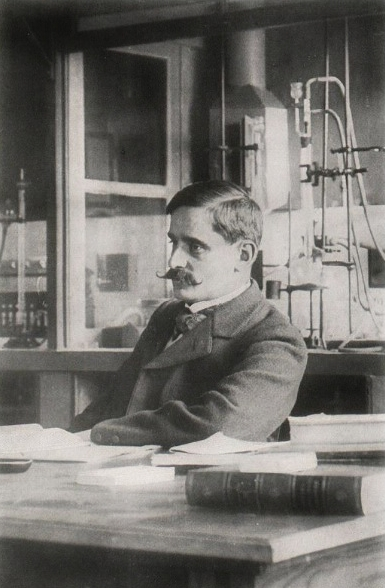
René Thomas-Mamert (1900)

## Leben und Werk
Thomas war ein Sohn des Hauptmanns Alphonse, Ritter der Ehrenlegion, welcher als Adjutant Major des 16. Linienregiments fungierte und verstarb, als Thomas vier Jahre alt war. Später fügte Thomas den Mädchennamen seiner Mutter Isabelle, geborene Mamert, dem Vaternamen an.
Von 1875 bis 1884 besuchte Thomas-Mamert das Collège der Dominikaner in Oullins bei Lyon und anschließend das Collège Stanislas in Paris, wo er das naturwissenschaftliche Baccalauréat-Examen ablegte. Weitere Ausbildungen genoss er an der École pratique des hautes études und an der Universität von Paris (Sorbonne), wo er unter der Leitung von Riban, Troost, de Clermont und Charles Friedel arbeitete. Thomas-Mamert wurde 1896 zum Officier d’Académie ernannt und erwarb 1897 den Doktortitel in Physik.
Thomas-Mamert folgte 1896 dem Ruf an die neu gegründete Universität Freiburg in der Schweiz, wo die mathematisch-naturwissenschaftliche Fakultät eröffnet werden sollte. In der Folge musste Thomas-Mamert in den Räumen eines ehemaligen Artilleriedepots sein Institut von Grund auf einrichten. Dort lehrte er ab Anfang 1897 als Professor Extraordinarius für Chemie und Direktor des II. chemischen Laboratoriums. Thomas-Mamerts Vorlesungen betrafen hauptsächlich die reine organische Chemie.
Wegen eines Lungenleidens musste Thomas-Mamert eine groß angelegte Arbeit über die Wirkung des Lichtes auf organische Substanzen abbrechen und im Juni 1901 seine Lehrtätigkeiten aufgeben. Thomas-Mamert publizierte von 1893 bis 1901.